# Santa Cruz/Trindade e Sanjurge
Santa Cruz/Trindade e Sanjurge (oficialmente: União das freguesias de Santa Cruz/Trindade e Sanjurge) é uma freguesia portuguesa do município de Chaves, com 13,38 km² de área e 3381 habitantes (censo de 2021). A sua densidade populacional é 252,7 hab./km².

## História
Foi constituída em 2013, no âmbito de uma reforma administrativa nacional, pela agregação das antigas freguesias de Santa Cruz/Trindade e Sanjurge e tem a sede em Cocanha.

## Demografia
A população registada nos censos foi:
| Distribuição da População por Grupos Etários | Distribuição da População por Grupos Etários | Distribuição da População por Grupos Etários | Distribuição da População por Grupos Etários | Distribuição da População por Grupos Etários | Distribuição da População por Grupos Etários |
| -------------------------------------------- | -------------------------------------------- | -------------------------------------------- | -------------------------------------------- | -------------------------------------------- | -------------------------------------------- |
| Antes da agregação                           |                                              |                                              |                                              |                                              |                                              |
| Ano                                          | 0-14 anos                                    | 15-24 anos                                   | 25-64 anos                                   | >= 65 anos                                   | Total                                        |
| 2011                                         | 497                                          | 368                                          | 2007                                         | 558                                          | 3430                                         |
| Após a agregação                             |                                              |                                              |                                              |                                              |                                              |
| Ano                                          | 0-14 anos                                    | 15-24 anos                                   | 25-64 anos                                   | >= 65 anos                                   | Total                                        |
| 2021                                         | 463                                          | 314                                          | 1739                                         | 865                                          | 3381                                         |